# The Thief and the Cobbler
The Thief and the Cobbler és una pel·lícula d'animació fantàstica iancabada coescrita i dirigida per Richard Williams. Ideada originalment als anys 60, la pel·lícula va ser en producció i fora de producció durant gairebé tres dècades a causa del finançament independent i d'una animació ambiciosament complexa. Finalment es va posar en plena producció el 1989, quan Warner Bros. va acceptar finançar i distribuir la pel·lícula. Quan la producció va acabar el pressupost i amb retard, el productor Fred Calvert va reeditar-la amb força i ràpidament sense la participació de Williams. Finalment va ser llançada per Allied Filmmakers el 1993 amb el títol The Princess and the Cobbler. Dos anys més tard, Miramax Films, que en aquell moment era propietat de Disney, va llançar una altra reedició titulada Arabian Knight. Les dues versions de la pel·lícula van tenir un mal rendiment a la taquilla i van rebre crítiques diverses.
Al llarg dels anys, diverses persones i empreses, inclòs Roy E. Disney, han parlat de restaurar la pel·lícula a la seva versió original. El 2013, l'Acadèmia d'Arts i Ciències Cinematogràfiques va arxivar la pròpia pel·lícula de 35 mm de Williams. Va reconèixer la reputació rehabilitada de la pel·lícula, a causa de projectes com The Recobbled Cut, una restauració de Garrett Gilchrist i Persistence of Vision , un documental del 2012 de Kevin Schreck que detalla la producció.
The Thief and the Cobbler és una de les pel·lícules amb més temps de producció. És la pel·lícula final de diversos actors i artistes, inclosos els animadors Ken Harris (mort el 1982), Errol Le Cain (mort el 1989), Emery Hawkins (mort el 1989), Grim Natwick (mort el 1990) i Art Babbitt (mort el 1992), i incloent els actors Felix Aylmer (mort el 1979), Eddie Byrne (mort el 1981), Clinton Sundberg (mort el 1987), Kenneth Williams (mort el 1988), Sir Anthony Quayle (mort el 1989) i Vincent Price (mort el 1993, un mes després de l'estrena inicial de la pel·lícula). S'ha mantingut un seguici de culte des del seu llançament.